# Circuit du Lac
Der Circuit du Lac war ein temporärer Stadtkurs in Aix-les-Bains, auf dem zwischen 1949 und 1961 sowohl Motorradrennen als auch Autorennen ausgefahren wurden.

## Geschichte

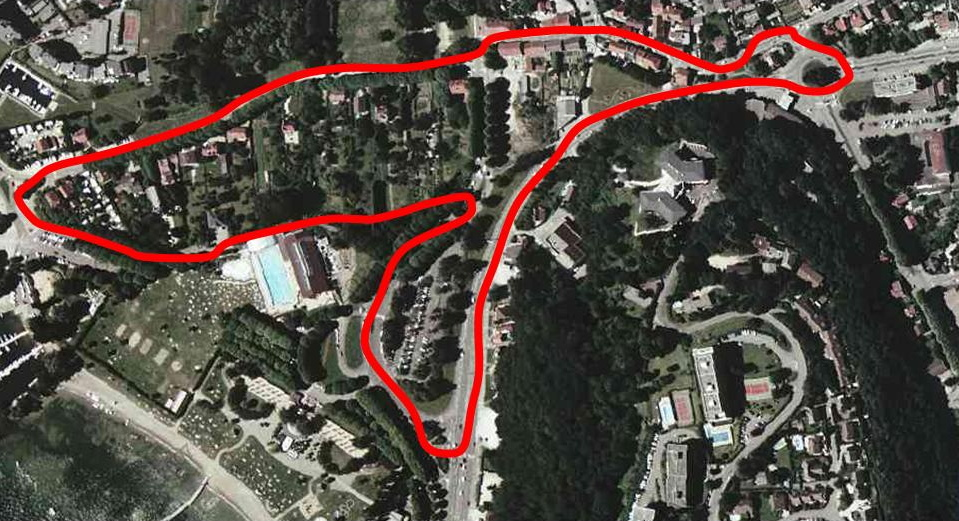
Der Kurs durch die Innenstadt von Aix-les-Bains

Die Strecke führte durch die Innenstadt von Aix-les-Bains, einem Kurort im Département Savoie in der Region Auvergne-Rhône-Alpes. Gefahren wurde auf einem 2.400 Meter langen Rundkurs.
Von 1949 bis 1953 wurde hier fünfmal in Folge der Grand Prix du Lac – ein Formel-2-Rennen – ausgetragen. 1949 gewann Eugène Martin auf einem Jicey-BMW auf dem damals noch 1754 Meter langen Streckenlayout und ein Jahr später Raymond Sommer in einem Werks-Ferrari 166F2. 1951 ging der Sieg an den Schweizer Rudolf Fischer auf einem privat eingesetzten Ferrari 212F2. 1952 siegte Jean Behra auf einem Gordini T16. Das letzte Formel-2-Rennen in Aix-les-Bains wurde auf einer abweichenden 2,41 km langen Variante ausgetragen und endete mit einem Sieg von Élie Bayol auf einem Osca 20.
1960 kamen bei einem Rennen der Formel Junior auf einem dritten Streckenlayout beim Einsturz einer Zuschauerbrücke während des Rennens 8 Menschen ums Leben. Danach wurde die Strecke nicht mehr für den Motorsport genutzt.